# 生物学中的锌

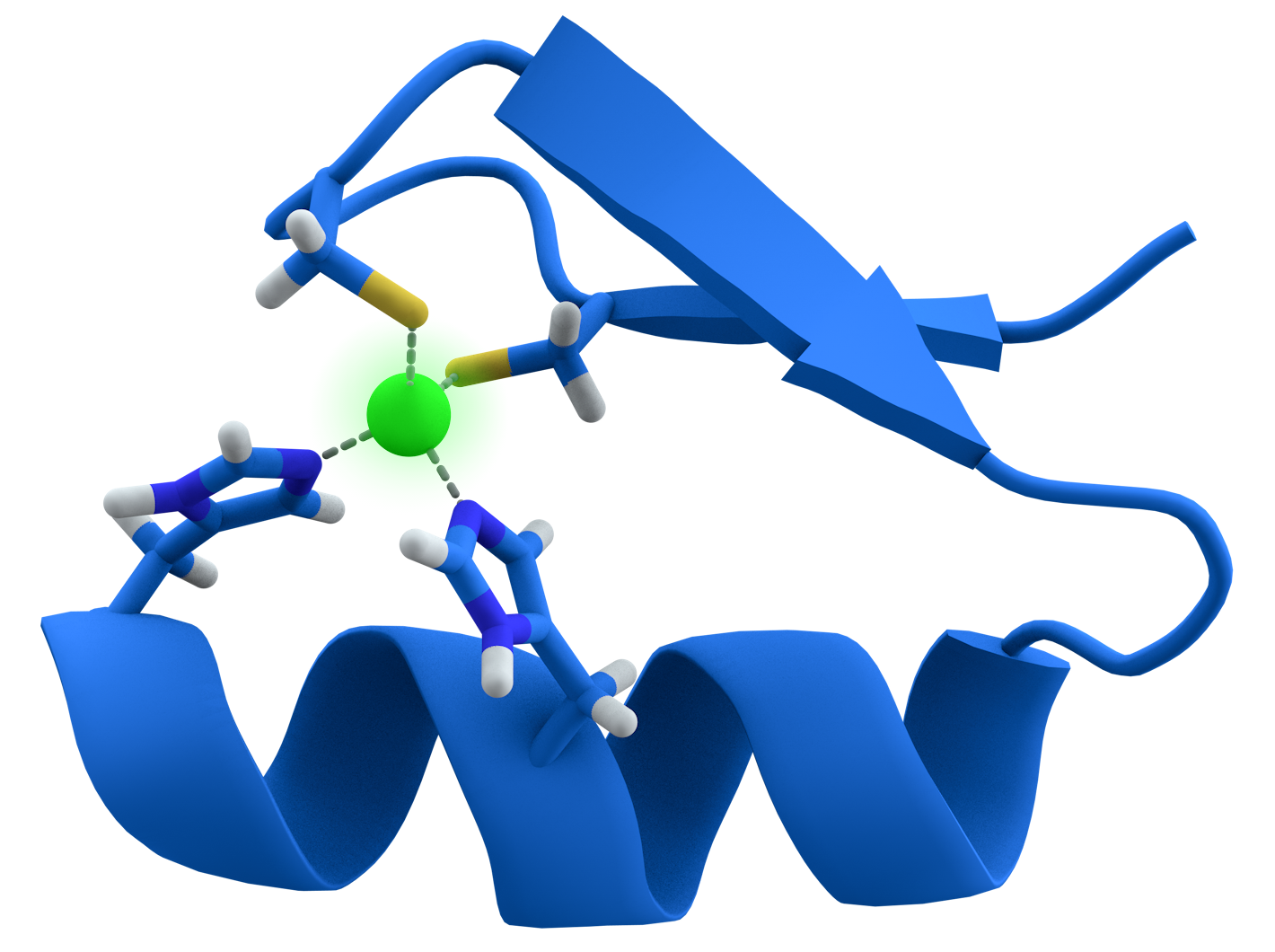
锌指有助于读取DNA序列

锌是人类、其他动物、植物和微生物中所不能缺少的微量元素。 它在超过300种酶和1000种转录因子的功能中发挥着至关重要的作用， 并在金属硫蛋白中储存和转移. 它是人体中含量仅次于铁的第二大微量金属，也是所有酶类中出现的唯一金属。
在蛋白质中，锌离子通常与天冬氨酸、谷氨酸、半胱氨酸和组氨酸的氨基酸侧链配位。想要理论性地描述和计算这种锌在蛋白质（以及其他过渡金属）中的结合是困难的。
整个人体中分布着大约2-4克锌。大多数锌存在于大脑、肌肉、骨骼、肾脏和肝脏中，其中前列腺和眼睛部分的浓度最高。精液特别富含锌，锌是前列腺功能和生殖器官生长的关键因素。
身体的锌稳态主要由肠道控制。在这里，ZIP4，尤其是TRPM7与出生后生活所必需的肠道锌摄取有关。
在人类中，锌的生物学作用无处不在。它与范围广泛的有机配体相互作用，并在 RNA 和 DNA 的代谢、信号转导和基因表达中发挥作用。它还调节细胞凋亡。 2015 年的一篇综述表明，大约 10%的人类蛋白质能够结合锌，此外还有数百种蛋白质运输和运输锌；在拟南芥植物中进行的一项研究发现了 2367 种与锌相关的蛋白质。
在大脑中，锌被谷氨酸能神经元储存在特定的突触小泡中，可以调节神经元的兴奋性。 它在突触可塑性和学习中起着关键作用。锌稳态在中枢神经系统的功能调节中也起着关键作用。中枢神经系统锌稳态失调导致突触锌浓度过高被认为是通过线粒体氧化应激诱导的神经毒性（例如，通过破坏电子传递链中涉及的某些酶，包括复合物 I 、复合物 III和α-酮戊二酸脱氢酶）、钙稳态失调、谷氨酸能神经元兴奋性毒性和干扰神经元内信号转导。L-和D-组氨酸促进脑锌摄取。SLC30A3是参与脑锌稳态的主要锌转运体。

## 酶

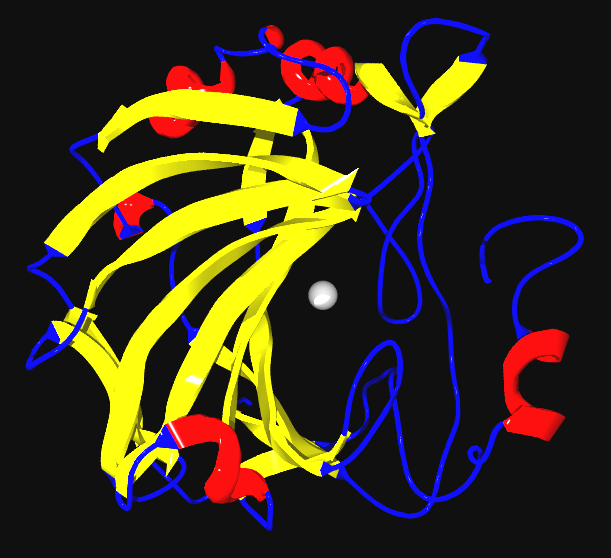
人碳酸酐酶II的带状图，中心可见锌原子

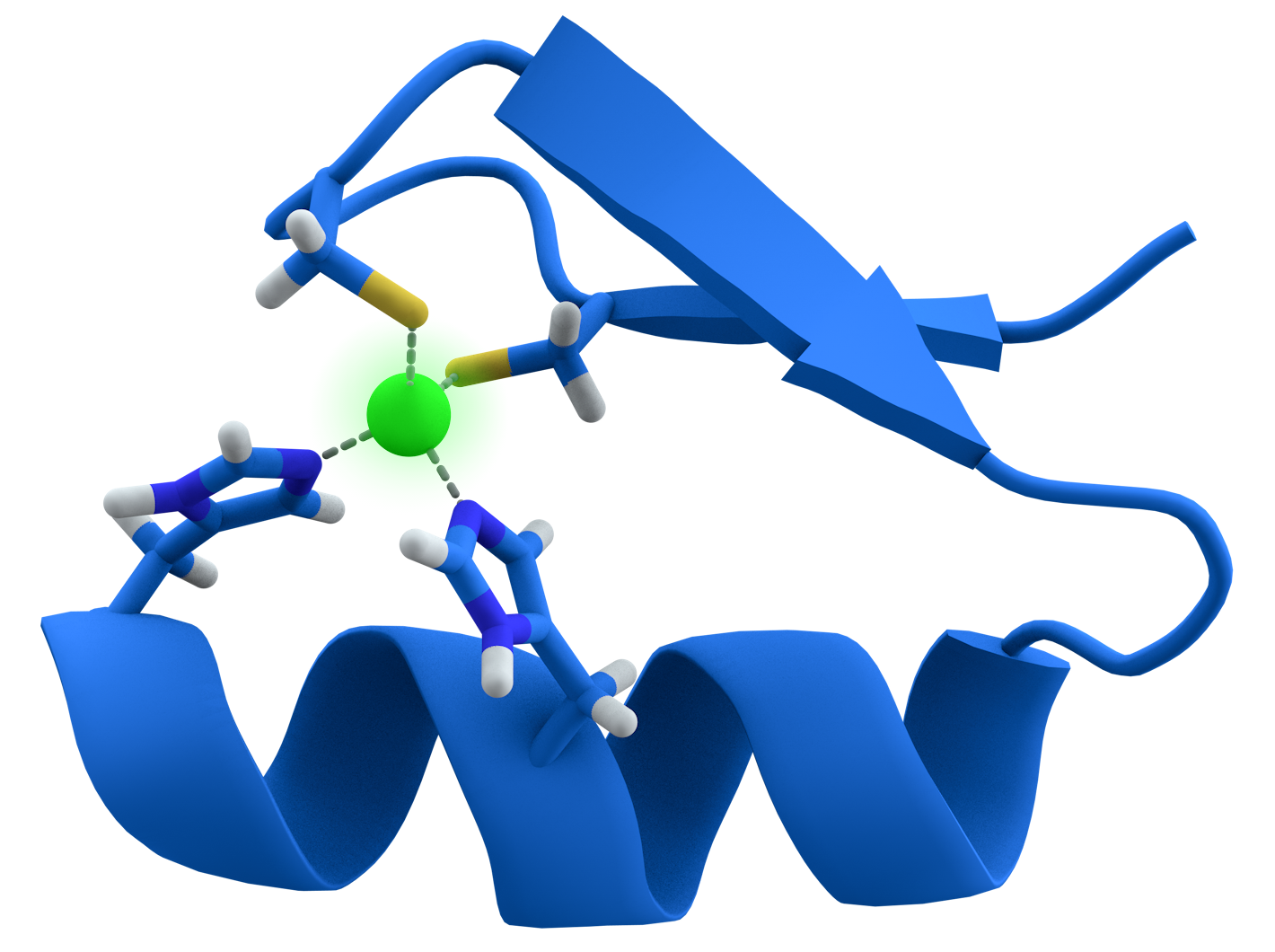
锌指有助于读取DNA序列

锌是一种有效的路易斯酸，使其成为羟基化和其他酶促反应中有用的催化剂。这种金属还具有灵活的配位几何结构，这使得使用它的蛋白质能够快速改变构象以进行生物反应。含锌酶的两个例子是碳酸酐酶和羧肽酶，它们对二氧化碳的调节和蛋白质的消化至关重要。
在脊椎动物的血液中，碳酸酐酶将CO
2转化为碳酸氢盐，同样的酶将碳酸氢盐转化为CO
2通过肺呼出。如果没有这种酶，在正常血液pH值为7或需要pH值为10或更高时，这种转化的发生速度会慢大约一百万倍。非相关的β-碳酸酐酶是植物叶片形成、吲哚乙酸（生长素）合成和酒精发酵所必需的。
羧肽酶在蛋白质消化过程中切割肽键。在末端肽和连接到锌上的C=O基团之间形成配位共价键，使碳带正电荷。这有助于在锌附近的酶上形成一个疏水团，吸引被消化蛋白质的非极性部分。

## 信号
锌已被公认为信使，能够激活信号通路。其中许多途径为癌症的异常生长提供了驱动力。它们可以通过ZIP传输器作为目标。

## 其他蛋白质
锌在锌指结构域、扭曲结构和簇状结构中起纯粹的结构作用。锌指是某些转录因子的一部分，转录因子是在DNA复制和转录过程中识别DNA碱基序列的蛋白质。每个锌指中的九个或十个Zn2+
离子通过与转录因子中的四个氨基酸协同结合，有助于维持锌指的结构。
在血浆中，锌与白蛋白（60%，低亲和力）和转铁蛋白（10%）结合并由其转运。因为转铁蛋白也转运铁，过多的铁会减少锌的吸收，反之亦然。铜也存在类似的拮抗作用。无论锌摄入量如何，血浆中锌的浓度都保持相对恒定。 唾液腺、前列腺、免疫系统和肠道中的细胞使用锌信号与其他细胞进行通信。
锌可能在微生物中以金属硫蛋白的形式储存，也可能储存在动物的肠道或肝脏中。肠道细胞中的金属硫蛋白能够调节约15-40%的锌吸收。然而，摄入过少或过多的锌都可能有害；过量的锌尤其会影响铜的吸收，因为金属硫蛋白可以同时吸收这两种金属。
人类多巴胺转运体含有一个高亲和力的细胞外锌结合位点，当锌结合时，会抑制多巴胺的再摄取，并在离体试验中增强苯丙胺诱导的多巴胺外流。而人类血清素转运体和去甲肾上腺素转运体则不含有锌结合位点。一些EF-hand钙结合蛋白，如S100或NCS-1，也能够结合锌离子。

## 土壤修复
```
Calluna
, 
Erica
和 
Vaccinium
属的植物能够在含锌的金属质土壤中生长，这是因为
杜鹃花菌根
真菌的作用阻止了有毒离子的转运。
[
39
]
```

## 农业
缺锌似乎是作物植物中最常见的微量元素缺乏，尤其在高pH值的土壤中更为普遍。在土耳其和印度的大约一半耕地、中国的三分之一耕地以及大部分西澳大利亚的耕地中，存在着缺锌的土壤。这些地区已报道通过锌施肥可以获得显著的效果。 在缺锌的土壤中生长的植物更容易受到病害的侵害。锌主要通过岩石风化添加到土壤中，但人类通过燃烧化石燃料、矿山废弃物、磷酸盐肥料、杀虫剂（磷化锌）、石灰石、肥料、污水污泥以及镀锌表面的颗粒等方式添加了锌。过量的锌对植物有毒性，尽管锌中毒的范围远不及锌缺乏普遍。

本文基于该词条的英语维基百科